# Мазур Володимир Олександрович
Мазур Володимир Олександрович (24 липня 1945, Попадичка, Псковської області — 15 березня 2021, Київ) — український режисер, сценарист, актор та прозаїк.

## З біографії
Народився 24 липня 1945 року в селі Попадичка Псковської області. 1970 року закінчив факультет романо-германської філології Київського університету. 1977 року закінчив ВДІК (сценарний факультет). Майстерня Є.Григорьєва.

## Фільмографія
- 1973 — «Таємниця предків» – актор
- 1978 — «Струни для гавайської гітари» (короткометражний) — сценарист
- 1982 — «Митниця» — сценарист
- 1984 — «Вантаж без маркування» — сценарист
- 1991 — «Афганець» — сценарист, режисер
- 1994 — «Афганець-2» — сценарист, режисер, актор
- 1997 — «Операція „Контракт“» — сценарист і режисер у співавт., актор
- 2006 — «Переможець» (короткометражний) — сценарист

## Проза
- Парашютный шелк Повести. — К.: Молодь, 1982 (рос.)
- Граница у трапа: Повести. Збірник. — К.: Радянський письменник, 1985 (рос.)
- Времена года: повесть, рассказы. — К.: Молодь, 1987 (рос.)